# Wang Zifeng
Wang Zifeng (chinesisch 王子凤; * 12. September 1997) ist eine chinesische Ruderin. Mit dem Achter war sie 2021 Olympiadritte.

## Sportliche Karriere
Wang Zifeng gewann 2018 mit dem Vierer ohne Steuerfrau die Bronzemedaille bei den U23-Weltmeisterschaften. 2019 erreichte sie mit dem chinesischen Vierer den neunten Platz bei den Weltmeisterschaften 2019 in Linz/Ottensheim. 
Im Mai 2021 fand die letzte Qualifikationsregatta für die Olympischen Spiele in Tokio statt, dieses Rennen gewann der chinesische Achter. In Tokio belegten Wang Zifeng, Wang Yuwei, Xu Fei, Miao Tian, Zhang Min, Ju Rui, Li Jingjing, Guo Linlin und Steuermann Zhang Dechang sowohl im Vorlauf als auch im Hoffnungslauf den dritten Platz. Diesen Platz erreichten sie auch im Finale und gewannen damit die Bronzemedaille hinter den Kanadierinnen und den Neuseeländerinnen. Im Ziel hatten die Chinesinnen eine Sekunde Rückstand auf die Zweitplatzierten und ebenfalls eine Sekunde Vorsprung auf das viertplatzierte Boot aus den Vereinigten Staaten. Bei den 2023 ausgetragenen Asienspielen 2022 in Hangzhou gewann sie sowohl im Vierer ohne Steuerfrau als auch im Achter die Goldmedaille. 2024 bei den Olympischen Spielen in Paris belegte Wang mit dem chinesischen Vierer den sechsten Platz.